# Eubolepia
Holcocera là một chi bướm đêm thuộc họ Blastobasidae.